# アンドリュー・モートン
アンドリュー・キース・ポール・モートン（英語: Andrew Keith Paul Morton, 1959年 - ）はオーストラリアのソフトウェアエンジニア。イギリス生まれであり、Linuxカーネル開発を率いるリード開発者のひとりとしてもっともよく知られている。彼は現在、ext3ファイルシステムとJournaling layer for block devices（JBD; ext3を含め、Linuxカーネルがサポートするジャーナリングファイルシステムにおけるジャーナル管理用の共通API）の共同メンテナである。

## 経歴
1980年代末頃、シドニーにあるApplix 1616というコンピュータを製造する会社で、（今は亡き）オーストラリアのゲーム製造会社Keno Computer Systemsへの機器納品のためハードウェアエンジニアとして勤務していた。彼はまた、オーストラリアのニューサウスウェールズ大学で電気工学の学位（学士）を取得している。
彼はmmツリーとして知られるパッチセットのメンテナンスに関わっている。このパッチセットには、リーナス・トーバルズによりメンテナンスされている公式のLinuxカーネルツリーにのちに取り込まれる可能性が高いが、「作業途上」（"work-in-progress"）のパッチが含まれている。カーネル開発における初期フェーズ用テスト基盤にあたるmmツリーは最早アンドリューの手に負えないほど巨大かつせわしいとものなってしまったため、2008年に"linux-next"というソースツリーがその役割を完全に担うものとして作成された。
2001年、モートンとその家族はオーストラリアニューサウスウェールズ州ウロンゴンからパロアルトへ引っ越した。
2003年7月、彼は彼の以前の勤務先Digeo Inc.との合意の下、Open Source Development Labs(OSDL)に加入した（Digeo Inc.はMoxi home entertainment media centerを製造した会社である）。OSDLは彼がDigeoにおける先任エンジニアとしての待遇そのままでLinuxカーネル開発に従事できるよう支援した。
2006年8月、モートンはGoogleから給料を受け取るようになったものの、現在のLinuxカーネルのメンテナンスの仕事も続けることになった。
2004年のOttawa Linuxシンポジウムでモートンは基調演説を行った。またMontaVista Software's Vision 2007 Conferenceにおいても特別講演を行っている。
2003年から始まったSCO対IBMのUNIX著作権を巡る法廷闘争（SCO対IBM事件）では証言台に立っている。
彼の電子メールアドレスやウェブページ（現在は消滅）のURLから彼のユーザー名がakpmであるのはまたよく知られている。ある人物が"KP"が何を意味するのか尋ねてみたところ、彼はこう答えた。「ある人はカーネルプログラマー（Kernel Programmer）と言うだろうね。 私の両親からはキース・ポール（Keith Paul）と呼ばれるのだけれども。」